# 裕固族
裕固族（西部裕固语：Sarığ Yoğır），突厥語民族之一，信仰藏傳佛教。為今中華人民共和國的少数民族之一，先祖為回鶻人，分布于河西走廊的中部和祁连山北段，主要集中在甘肃省肃南裕固族自治县和酒泉市肃州区黄泥堡裕固族乡，世代以畜牧业为主，现有人口14706人（2020年中国人口普查）。在中華人民共和國建立後，成為官方認定的少數民族，與維吾爾族分開。
裕固族十部落中的亞拉格家即唐史所載的回鶻王族“药罗葛氏”（裕固語：yaglak）後代(裕固族中楊姓源自他們)。裕固族自称“尧乎尔”、“西喇玉固尔”，历史上曾被称为“黄头回鹘”、“撒里畏兀儿”等。分讲三种语言，本民族本來的語言是西部裕固语，属突厥语系；由於一些部落元朝時受蒙古宗王統治，改講属蒙古语系的东部裕固语；一些人也讲汉语蘭銀官話。歷史上裕固族長期使用回鶻文，1910年俄国突厥学家谢尔盖·马洛夫在酒泉文殊沟所得的回鹘文写本《金光明最胜王经》，寫於康熙二十六年（1687年），證明裕固族一直到將近18世紀還在使用本民族的回鶻文。裕固族現在一般用汉字。裕固族婚姻比较自由，可以嫁女或招婿，议定婚期则请喇嘛占卜，择吉日举行婚礼。

## 历史
裕固族源于鄂尔浑河流域，可追溯到公元前3世纪的丁零、4世纪的铁勒，袁纥（之后为回纥）。840年回紇亡国后，甘州回鶻的一支黃頭回紇迁徙到今甘肃河西走廊的敦煌、甘州（今张掖）、凉州（今武威），祁連山与额济纳河一带，史称河西回鹘。851年，沙州张议潮乘吐蕃崩潰之机，驱逐河西吐蕃守将，据有瓜、沙、伊、肃、甘等11州之地，归附唐朝，河西回鹘遂依附张议潮。后来河西回鹘攻占甘州，所以又被称为甘州回鹘。到了10世纪，进一步控制了兰州、河州。11世纪中叶，西夏攻破甘州，从此河西回鹘成为西夏附庸，各部落迁到嘉峪关外放牧，蒙古速不台西征時征服之。在元代他们受忽必烈派出的宗王统治，明代設曲先、斡端、安定、罕東四衛，在明代他們先後被賽德與阿勒坦汗打敗。明朝遂将关外诸卫迁入关内安置。裕固族这时也东迁入关，在肃州附近及甘州南山地区定居下来，后曾被西番羁縻。
在历史上，裕固族曾有过各种称呼。元朝称为“撒里畏兀尔”，明朝称为“撒里维吾尔”，清朝称为“锡喇伟古尔”或“西喇古儿黄番（裕固族中改說蒙古語的是黃黃番，保持說回鶻語的是黑黃番）”，封大頭目為七族黃番總管，把居住區一分為三，各部落置正副頭目，頭目以下有大圈頭，以下有輔幫一人。中华人民共和国建立初期称为“撒里畏吾尔”；本民族自称“尧乎儿”、“西喇尧乎儿”。
1953年经裕固族人民协商，正式定用“尧乎尔”音相近的“裕固”为本民族正式、统一的名称，即用汉语富裕巩固之意。尽管裕固族与维吾尔族同源，但中国将两者视为不同的民族，拉丁名分别为Uyghur和Yugur。西部裕固語是回鶻語的嫡語，比較接近索爾人與哈卡斯人等東北突厥語。有4600人說西部裕固語，2800人說東部裕固語（恩格尔语），極少數說汉语或藏語。西拉畏兀兒是指保持講回鶻語的裕固族，撤里畏兀兒是指改講蒙古語的裕固族。撤里畏兀兒保留了很多已消失的東蒙古传统。歷史上他們中还有很多人被藏族同化了。
1959年，由于甘肃和青海两省草场纷争，是年两省决定调整边界，八字墩和友爱由甘肃划归青海省祁连县，裕固族不得不退出友爱农场（今属青海省祁连县）等裕固族传统祖居地，长途迁移至青海划归甘肃的皇城滩（今皇城镇）。肃南裕固族自治县政府也同时迁至皇城滩。在经过数月搬迁和牧場损失之后，兩省地方政府間的糾紛和搬遷在中央政府的干预下被叫停。此次兩省草場紛爭的事件是清代以来裕固族分布格局的一次重大变化，各部落传统的居住区域被改變了。

## 建筑
裕固族的传统房屋为帐篷，帐篷由六根或九根杆子支撑，用牛、羊毛织成褐子搭盖而成，并且上面缀有传统图案。扎立帐篷，要选择避风向阳的地方搭盖，多数坐北向南。坐向选定后，先用一根横梁及两根柱子将帐篷撑起来，再用四根木杆和绳子拉成四方形。富户人家帐篷宽大一些，用六根或九根木杆拉成圆形。帐篷内部正上方为佛龛，进门右边为女宾座位，左边是男宾座位，正中为炉灶，是做饭和取暖的地方。过去是三块石头顶一口锅，后来改为石块和泥巴砌成的炉灶。帐篷顶端为天窗，白天掀开，晚上或雨雪天盖住。

## 宗教

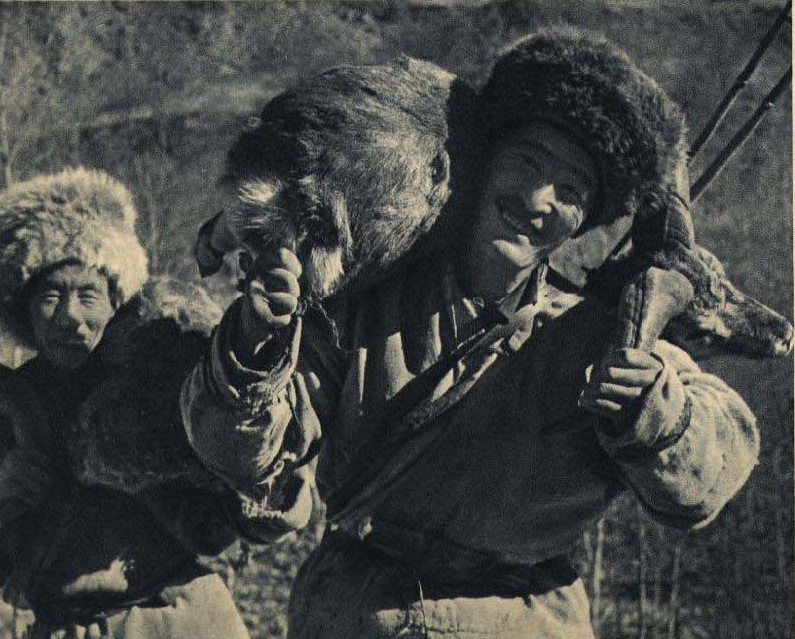
1962年 甘肃裕固族冬猎

裕固人信仰包括一種經改造的黃教，明末，裕固族建立起本民族最早的黄教寺院——古佛寺。清代，黄教在裕固族地区达到全盛。先后修建了景耀、康隆、转轮、莲花、明海、长沟、红湾、水关、夹道等9个寺院。此外他們與一般信仰藏传佛教的民族不一樣，仍有信仰薩滿教，他們的巫師名也赫哲，他們祭的神叫“汗騰格里”，意为“天可汗”。每氏族也有自己的薩滿，分黑白二種。供奉的“汗騰格里”是一根缠有各种牲畜的毛和各色布条的细毛绳，下端挂一个小白布袋，里面装有带皮和脱皮的五谷杂粮，供奉在帐篷内的右上方。

## 饮食
传统饮食为手抓肉、奶茶、烧酒和青稞酒。喝奶茶是裕固族人的重要习惯，裕固人传统上的饮食特点是一日三茶，以茶为饭，一般到晚间才吃一点面食。裕固族人喜好饮酒，多为烧酒，也饮青稞酒。裕固人待客，按照裕固族的传统礼俗，老人在门口把客人迎进帐篷，客人坐在左侧面朝门口的贴地板床上，这是贵宾席，该民族习惯于先用双膝跪坐，然后盘腿坐下，一般是按男左女右分坐。当主人招呼用餐时，无需站立和过谦，客人随意尽情享用。待客先是奶茶，如果客人喝够，必须将碗底的“曲拉”吃净，否则主人认为你还要，会继续为你添茶；茶后，是手抓肉和青稞酒。裕固族人敬酒一般是两杯；有时，主人家还会唱起祝酒歌敬酒，唱一支歌，敬两杯酒。

## 丧葬
天葬为裕固族的丧葬习俗。人死后在家停泊一天，待僧人念经超度后，次日即送往天葬地点；天葬时，将死者外衣脱去，尸体放在一大石上或靠在三块石头上。请喇嘛念经后，亲属离去，让飞禽走兽吞食；天葬三日后，亲属再来探视若尸体已被吃净，便认为死者已经“升天”，随即堆坟，按家族辈份排列成行；若未被吃净，还要再请喇嘛念经超度。送死者的“头七”到“七七”，乃至周年。都要请喇嘛三人以上念经超度，死者亲属在四十九天内，男不剃头，女不梳头，以示哀悼。

## 服饰
长袍和皮靴是裕固族的传统服饰。作为世居戈壁的游牧民族，其服饰用料取之于畜牧业本身，衣着式样简单，且耐寒、防沙等。牧区的裕固族仍然穿长袍、皮靴，农农业区及城镇以穿制服为主，只在节日、喜庆的日子才穿传统服饰。其服装有礼服和便服之分。过去，裕固族男子有留长辫子的习俗，并将带有丝线辫梢的发辫盘在头顶上，现在多留短发。裕固族妇女的头饰很具特色，她们头戴喇叭形红缨帽或用芨芨草编织的帽子。据说这帽子是为纪念本民族历史上一位被害女英雄的，红缨穗子代表其牺牲时头顶的鲜血。已婚妇女戴长形的"头面"，即先将头发梳成左、右、后三条辫子，用三条镶有银牌、珊瑚、玛瑙、彩珠、贝壳等饰物的"头面"分别系在垂于胸前和背后的三条辫子上，每条"头面"又分三段，用金属环连接起来，上齐耳环，下以身高而定其长短。

## 人口分布
| 位次 | 地区       | 总人口        | 裕固族人口 | 占裕固族 人口比重（%） | 占地区少数民族 人口比重（%） | 占地区 人口比重（%） |
|      | 合计       | 1,245,110,826 | 13,747     | 100                    | 0.013                        | 0.001                |
|      | 31省份合计 | 1,242,612,226 | 13,719     | 99.80                  | 0.013                        | 0.001                |
| G1   | 西北地区   | 89,258,221    | 13,470     | 97.99                  | 0.077                        | 0.015                |
| G2   | 华北地区   | 145,896,933   | 100        | 0.73                   | 0.001                        | 0.000069             |
| G3   | 中南地区   | 350,658,477   | 71         | 0.52                   | 0.00024                      | 0.00002              |
| G4   | 东北地区   | 104,864,179   | 29         | 0.21                   | 0.00027                      | 0.00003              |
| G5   | 华东地区   | 358,849,244   | 28         | 0.20                   | 0.00112                      | 0.000008             |
| G6   | 西南地区   | 193,085,172   | 21         | 0.15                   | 0.000058                     | 0.000011             |
| 1    | 甘肃       | 25,124,282    | 12,962     | 94.29                  | 0.589                        | 0.052                |
| 2    | 新疆       | 18,459,511    | 302        | 2.20                   | 0.003                        | 0.002                |
| 3    | 青海       | 4,822,963     | 140        | 1.02                   | 0.006                        | 0.003                |
| 4    | 北京       | 13,569,194    | 52         | 0.38                   | 0.0089                       | 0.0004               |
| 5    | 广西       | 43,854,538    | 48         | 0.35                   | 0.0003                       | 0.0001               |
| 6    | 宁夏       | 5,486,393     | 43         | 0.31                   | 0.0023                       | 0.0008               |
| 7    | 黑龙江     | 36,237,576    | 28         | 0.20                   | 0.0016                       | 0.0001               |
| 8    | 内蒙       | 23,323,347    | 27         | 0.20                   | 0.0006                       | 0.0001               |
| 9    | 陕西       | 35,365,072    | 23         | 0.17                   | 0.0130                       | 0.0001               |
| 10   | 河北       | 66,684,419    | 13         | 0.09                   | 0.00045                      | 0.00002              |
| 11   | 云南       | 42,360,089    | 10         | 0.07                   | 0.00007                      | 0.00002              |
| 12   | 广东       | 85,225,007    | 9          | 0.07                   | 0.00071                      | 0.00001              |
| 13   | 山西       | 32,471,242    | 8          | 0.06                   | 0.00776                      | 0.00003              |
| 14   | 江苏       | 73,043,577    | 7          | 0.05                   | 0.00269                      | 0.00001              |
| 15   | 山东       | 89,971,789    | 7          | 0.05                   | 0.001106                     | 0.000008             |
| 16   | 上海       | 16,407,734    | 6          | 0.04                   | 0.005776                     | 0.000037             |
| 17   | 河南       | 91,236,854    | 6          | 0.04                   | 0.000525                     | 0.000007             |
| 18   | 湖北       | 59,508,870    | 4          | 0.03                   | 0.000154                     | 0.000007             |
| 19   | 四川       | 82,348,296    | 4          | 0.03                   | 0.000097                     | 0.000005             |
| 20   | 福建       | 34,097,947    | 3          | 0.02                   | 0.000514                     | 0.000009             |
| 21   | 湖南       | 63,274,173    | 3          | 0.02                   | 0.000047                     | 0.000005             |
| 22   | 重庆       | 30,512,763    | 3          | 0.02                   | 0.000152                     | 0.000010             |
| 23   | 西藏       | 2,616,329     | 3          | 0.02                   | 0.000122                     | 0.000115             |
| 24   | 浙江       | 45,930,651    | 2          | 0.01                   | 0.000506                     | 0.000004             |
| 25   | 安徽       | 58,999,948    | 2          | 0.01                   | 0.000503                     | 0.000003             |
| 26   | 辽宁       | 41,824,412    | 1          | 0.01                   | 0.000015                     | 0.000002             |
| 27   | 江西       | 40,397,598    | 1          | 0.01                   | 0.000795                     | 0.000002             |
| 28   | 海南       | 7,559,035     | 1          | 0.01                   | 0.000076                     | 0.000013             |
| 29   | 贵州       | 35,247,695    | 1          | 0.01                   | 0.000007                     | 0.000003             |
|      | 天津       | 9,848,731     |            |                        |                              |                      |
|      | 吉林       | 26,802,191    |            |                        |                              |                      |
|      | 现役军人   | 2,498,600     | 28         | 0.20                   | 0.025066                     | 0.001121             |